# Liste griechischer Erfinder und Entdecker
Die Liste griechischer Erfinder und Entdecker ist eine Liste von neuzeitlichen Erfindern und Entdeckern aus Griechenland (für antike Erfinder und Entdecker siehe Liste von Wissenschaftlern der Antike). Diese Liste nimmt alle Personen auf, die die Staatsbürgerschaft der Hellenischen Republik haben oder hatten, unbeachtet ihres Wirkungsortes, oder nach dem Ende des Byzantinischen Reiches 1453 auf dem geografischen Gebiet des heutigen Griechenlands gelebt oder gewirkt haben.

## A
- Benediktos Adamantiades: Mediziner; Morbus Adamantiades-Behçet (zusammen mit Hulusi Behçet)

## D
- Gerasimos Danilatos: Physiker; Erfinder des ESEM

## N
- Phokion Naoúm: Chemiker; Entwickler mehrerer Bergbausprengstoffe

## S
- Jannis Stefanakis: Erfinder; halbkugelförmiger Sonnenkollektor